# Sonate K. 54
La sonate K. 54 (F.12/L.241) en la mineur est une œuvre pour clavier du compositeur italien Domenico Scarlatti.

## Présentation
Considérée comme l'une des sonates les plus musicales par Guy Sacre, la K. 54 fait se succéder, dans un mouvement de tarentelle à 
, de souples arpèges et de longs croisements de mains, où « les doublures en octaves ou en tierces donnent une dynamique inhabituelle au clavecin ». 
Ces caractéristiques de facture font regrouper les volumes de Venise XIV et XV (et cette sonate) dans ce que Kirkpatrick nomme « la période flamboyante », qui comprend notamment les sonates K. 43 à 57, 96, 115 et 116, à la forme très dynamique et d'une « richesse intérieure » sans commune mesure avec les Essercizi, dont la forme est relativement simple et la richesse plutôt « extérieure ».
Le début de la seconde partie, chantante et lyrique :

## Manuscrits
Le manuscrit principal est le numéro 12 du volume XIV de Venise (1742), copié pour Maria Barbara ; l'autre étant Parme III 20. Les autres sources sont Münster V 57 et Vienne G 4.

## Interprètes
Les grands interprètes de la sonate K. 54 au piano sont Vladimir Horowitz (1964, Sony), Anne Queffélec (2014, Mirare) et Lorenzo Materazzo (2018, Austrian Gramophone), Martin Stadtfeld (2023, Sony) et Hikari Fukuda (2025, OMF) ; au clavecin — outre Scott Ross (Erato, 1985) — Rafael Puyana (1984) sur le superbe clavecin trois claviers Albrecht Haas de 1740, Ottavio Dantone et Pierre Hantaï (Mirare, 2002) la défendent. Tedi Papavrami en a donné une transcription violon seul, qu'il a enregistrée en 2006 pour le label Æon et Stefano Grondona à la guitare (2017, Stradivarius).

## Sources
: document utilisé comme source pour la rédaction de cet article.
- Ralph Kirkpatrick (trad. de l'anglais par Dennis Collins), Domenico Scarlatti, Paris, Lattès, coll. « Musique et Musiciens », 1982 (1re éd. 1953 (en)), 493 p. (OCLC 954954205, BNF 34689181).
- Alain de Chambure, « Domenico Scarlatti : Intégrale des sonates — Scott Ross », p. 177, Erato (2564-62092-2), 1985 (OCLC 891183737) .
- Guy Sacre, La musique pour piano : dictionnaire des compositeurs et des œuvres, vol. II (J-Z), Paris, Robert Laffont, coll. « Bouquins », 1998, 1495 p. (ISBN 978-2-221-08566-0).